# Circuit d'Oran Park

"Circuit Nord"

"Circuit Sud"

Le circuit d'Oran Park (Oran Park Raceway en anglais) était un circuit australien de sport mécanique situé à Narellan au sud-ouest de Sydney. La boucle sud du tracé fut inaugurée le 1er janvier 1963 et une piste complémentaire fut construite les années suivantes pour augmenter la longueur du circuit. La plupart du tracé était visible depuis la tribune principale et les bandes de gazon entourant la piste. Le circuit disposait également d'une piste de moto-cross, un skidpad et une piste de terre. En 2010 il est détruit pour permettre l'extension d'une zone résidentielle.

## Histoire
La première course motocycliste eut lieu le 17 février 1963, avec comme vedette le champion rhodésien Jim Redman. Redman remporta presque toutes les catégories auxquelles il participa et établit le record du tour à 50,4 secondes, à seulement 0,8 secondes du record de Frank Matich réalisé à bord d'une voiture de sport Lotus.
Une piste supplémentaire fut construite dans les années 1970 allongeant la longueur du circuit à 2,7 km. La nouvelle portion prit la forme d'un 8 avec en son centre un pont permettant aux pistes de se croiser. Comme à Suzuka, le circuit se prenait dans le sens anti-horaire.
Oran Park fut régulièrement utilisé pour des courses de V8 Supercars, du Championnat d'Australie des voitures de tourisme, du Championnat d'Australie des pilotes et du Championnat d'Australie des berlines de sport. Dans les années 1970, les Toby Lee Series attirèrent de larges foules. Les éditions 1974 et 1977 du Grand Prix d'Australie furent disputées sur le circuit. En 1974 et 1975, Oran Park accueillit le championnat de Formule Tasmane. Le circuit fut l'hôte des Rothmans 500 (courues avec des voitures de tourisme Groupe C) en 1977 et 1978, avant que l'épreuve soit annulée. En 1988 et 1989, Oran Park accueillit une manche du Championnat du monde de Superbike.
L'émission télévisée Top Gear Australia visita le circuit à plusieurs reprises au cours de sa deuxième saison quand les journalistes testèrent des voitures comme la Mitsubishi Lancer Evolution X ou l'Audi RS6.
À la fin des années 2000, le terrain sur lequel le circuit était construit fut vendu au gouvernement de Nouvelle-Galles du Sud pour y construire des logements. Le circuit a cessé ses activités et devrait être démoli en 2010 après 47 années d'existence.
Le circuit d'Oran Park accueillait une épreuve du Championnat d'Australie des voitures de tourisme chaque année de 1971 à 2008. Les pilotes les plus en réussite dans ce championnat à Oran Park sont Allan Moffat et Mark Skaife qui totalisent 6 victoires chacun.
Le weekend du 1er novembre 2009 fut le dernier rendez-vous sportif du circuit qui accueillit pour l'occasion des courses locales ainsi que deux épreuves nationales : une course d'endurance GT et une course du Championnat d'Australie des berlines de sport.

## Palmarès

### Touring Car
| Année                  | Pilote              | Voiture                           | Équipe                                |
| Improved Production    | Improved Production | Improved Production               | Improved Production                   |
| ---------------------- | ------------------- | --------------------------------- | ------------------------------------- |
| 1971                   | Bob Jane            | Chevrolet Camaro ZL-1             | Bob Jane Racing Team                  |
| 1972                   | Allan Moffat        | Ford Boss 302 Mustang             | Allan Moffat Racing                   |
| Groupe C               |                     |                                   |                                       |
| 1973                   | Allan Moffat        | Ford XY Falcon GTHO Phase 3       | Ford Works Team                       |
| 1974                   | Allan Moffat        | Ford XA Falcon GT Hardtop         | Allan Moffat Racing                   |
| 1975                   | Allan Grice         | Holden LH Torana SL/R 5000 L34    | Craven Mild Racing                    |
| 1976                   | Allan Moffat        | Ford XB Falcon GT Hardtop         | Moffat Ford Dealers                   |
| 1977                   | Allan Moffat        | Ford XB Falcon GT Hardtop         | Moffat Ford Dealers                   |
| 1978                   | Peter Brock         | Holden LX Torana A9X SS Hatchback | Holden Dealer Team                    |
| 1979                   | Bob Morris          | Holden Torana LX A9X SS Hatchback | Ron Hodgson Channel 7 Racing          |
| 1980                   | Bob Morris          | Holden VB Commodore               | Craven Mild Racing                    |
| 1981                   | Dick Johnson        | Ford XD Falcon                    | Palmer Tube Mills                     |
| 1982                   | Kevin Bartlett      | Chevrolet Camaro Z28              | Nine Network Racing Team              |
| 1983                   | Allan Moffat        | Mazda RX-7                        | Peter Stuyvesant International Racing |
| 1984                   | Bob Morris          | Mazda RX-7                        | Barry Jones                           |
| Groupe A               |                     |                                   |                                       |
| 1985                   | Robbie Francevic    | Volvo 240T                        | Mark Petch Racing                     |
| 1986                   | George Fury         | Nissan Skyline DR30 RS            | Peter Jackson Nissan Racing           |
| 1987                   | Jim Richards        | BMW M3                            | JPS Team BMW                          |
| 1988                   | Dick Johnson        | Ford Sierra RS500                 | Shell Ultra-Hi Racing                 |
| 1989                   | Peter Brock         | Ford Sierra RS500                 | Mobil 1 Racing                        |
| 1990                   | Jim Richards        | Nissan GT-R                       | Nissan Motorsport Australia           |
| 1991                   | Mark Skaife         | Nissan GT-R                       | Nissan Motor Sport                    |
| 1992                   | Mark Skaife         | Nissan GT-R                       | Winfield Team Nissan                  |
| Groupe 3A Touring Cars |                     |                                   |                                       |
| 1993                   | Jim Richards        | Holden VP Commodore               | Winfield Racing                       |
| 1994                   | Glenn Seton (en)    | Ford EB Falcon                    | Peter Jackson Racing                  |
| 1995                   | John Bowe (en)      | Ford EF Falcon                    | Shell FAI Racing                      |
| 1996                   | Peter Brock         | Holden VR Commodore               | Holden Racing Team                    |
| 1997                   | Greg Murphy         | Holden VS Commodore               | Holden Racing Team                    |
| 1998                   | Craig Lowndes       | Holden VS Commodore               | Holden Racing Team                    |
| V8 Supercars           |                     |                                   |                                       |
| 1999                   | Mark Skaife         | Holden VT Commodore               | Holden Racing Team                    |
| 2000                   | Mark Skaife         | Holden VT Commodore               | Holden Racing Team                    |
| 2001                   | Mark Skaife         | Holden VX Commodore               | Holden Racing Team                    |
| 2002                   | Mark Skaife         | Holden VX Commodore               | Holden Racing Team                    |
| 2003                   | Marcos Ambrose      | Ford BA Falcon                    | Stone Brothers Racing                 |
| 2004                   | Marcos Ambrose      | Ford BA Falcon                    | Stone Brothers Racing                 |
| 2005                   | Russell Ingall (en) | Ford BA Falcon                    | Stone Brothers Racing                 |
| 2006                   | Craig Lowndes       | Ford BA Falcon                    | Team Betta Electrical                 |
| 2007                   | Lee Holdsworth      | Holden VE Commodore               | Garry Rogers Motorsport               |
| 2008                   | Garth Tander (en)   | Holden VE Commodore               | Holden Racing Team                    |

## Simulation
Avant sa destruction, l'équipe du simulateur de course automobile « iRacing » a modélisé le circuit, en technologie laser-scan, pour le rendre disponible dans 6 différentes configuration : Grand Prix, North, North A, North B et Moto. Voir site iRacing.com.